# Ferocactus chrysacanthus
Ferocactus chrysacanthus, vrsta kaktusa iz roda Ferocactus.

## Uzgoj
- Preporučena temperatura:   Dan: 8-24°C,Noć:9-10°C
- Tolerancija hladnoće:   najviše -4°C
- Minimalna temperatura:  10°C
- Izloženost suncu:  cijeli dan
- Porijeklo:   Meksiko (Baja California: Cedros Island, San Benito Island)
- Opis:  raste sam,cilindričnog je oblika,tamnozelene boje,naraste 30 cm u širinu i 90 cm u visinu
- Potrebnost vode:   zahtjeva malo vode
- Cvjetovi:   smeđi,žuti ili naračasti cvjetovi ,pojavljuju se ljeti,dugi su 2.5 cm,a široki 5 cm.Unutrašnjost cvijeta je žuta ili narančasta,a vanjski dio je smeđe boje.

## Podvrste
- Ferocactus chrysacanthus ssp. grandiflorus

## Vanjske poveznice
|  | Zajednički poslužitelj ima stranicu o temi Ferocactus chrysacanthus    |
|  | Zajednički poslužitelj ima još gradiva o temi Ferocactus chrysacanthus |
|  | Wikivrste imaju podatke o taksonu Ferocactus chrysacanthus             |